# Ælfflæd di Mercia

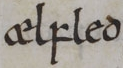
Menzione di Ælfflaed nellAnglo-Saxon Chronicle.

Ælfflæd (Elfleda) era una delle figlie di Offa di Mercia e Cynethryth .
Nel 770 compare con suo padre, sua madre e suo fratello Ecgfrith come testimone di una carta con la quale Uthred, re di Hwicce, concede dei privilegi all'ealdorman Æthelmund. 
Nel 787 compare con sua madre, suo fratello e due sorelle come testimone di una carta con la quale suo padre conferma dei privilegi all'abate ed al capitolo della chiesa di St. Peter a Chertsey; qui è menzionata come virgo — non sposata.
È possibile che fosse la figlia di Offa la cui proposta di matrimonio con Carlo il Giovane provocò una disputa fra Carlo Magno e Offa intorno agli anni 789-790.
Il 29 settembre 792 sposò Æthelred I di Northumbria a Catterick. In questa occasione è indicata come "regina", il che ha suggerito a taluni storici che fosse stata precedentemente sposata con un re, forse uno dei predecessori di Æthelred.